# Kanton Lindau

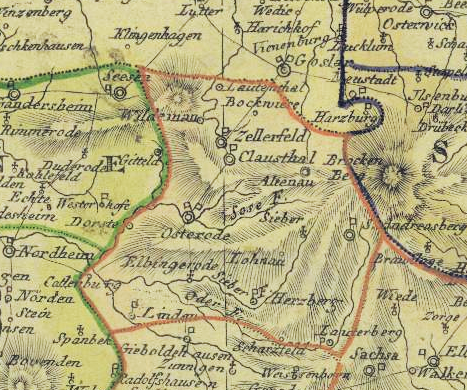
Der Kanton Lindau im District Osterode

Der Kanton Lindau  war eine Verwaltungseinheit im Distrikt Osterode des Departements des Harzes im napoleonischen Königreich Westphalen.

## Organisation
Hauptort des Kantons und Sitz des Friedensgerichtes war der Ort Lindau im heutigen niedersächsischen Landkreis Northeim. Der Kanton bestand aus den fünf Orten, Lindau wurde dabei als einziger Ort des Untereichsfeldes, der dem Distrikt Osterode angegliedert wurde und nicht dem südlich benachbarten Distrikt Duderstadt. Kantonmaire war ein Herr Heddenhausen (1811), weitere Bedienstete des Kantons waren ein Herr Müllermeister Fischer, Pfarrer Leibecke und Kantonmaire (1815 ?) Treu.
Zum Kanton gehörten die Ortschaften:

- Lindau mit Albrechtshausen
- Wulften
- Dorste
- Berka
- Hattorf